# مارکت آلهو
مارکت آلهو (به آلمانی: Markt Allhau) یک منطقهٔ مسکونی در اتریش است که در ناحیه اوبروارت واقع شده‌است. مارکت آلهو ۱٬۷۸۵ نفر جمعیت دارد.